# Fuerza de Apoyo Anfibio
La Fuerza de Apoyo Anfibio (FAPA) fue una unidad de la Infantería de Marina de la Armada Argentina.

## Historia
La Fuerza de Apoyo Anfibio fue creada el 13 de noviembre de 1974.
De acuerdo al Plan de Capacidades de la Armada de 1975, confeccionado para la intensificación de las acciones del terrorismo de Estado en Argentina, la fuerza naval creó 12 fuerzas de tareas. La FAPA integró la Fuerza de Tareas 9 hasta el 1 de julio de 1976, cuando pasó a conducir la Fuerza de Tareas 2.
El 1 de enero de 1994, se creó la Fuerza de Infantería de Marina de la Flota de Mar «Teniente de Navío Don Cándido de Lasala», a partir de la fusión de la Brigada de Infantería de Marina N.º 1 con la Fuerza de Apoyo Anfibio.

## Organización
La Fuerza de Apoyo Anfibio fue integrada por:
- el Batallón de Infantería de Marina N.º 3;
- el Batallón de Vehículos Anfibios N.º 1;
- el Batallón de Comunicaciones N.º 1;
- el Batallón Antiaéreo;
- la Agrupación de Comandos Anfibios;
- y la Agrupación Servicios Cuartel.